# Parafia św. Jana Nepomucena w Trzebiszewie
Parafia św. Jana Nepomucena w Trzebiszewie – parafia rzymskokatolicka, terytorialnie i administracyjnie należąca do diecezji zielonogórsko-gorzowskiej, do dekanatu Rokitno. W parafii posługują księża diecezjalni.